# Легенда о Сальери
«Легенда о Сальери» — советский кукольный мультфильм 1986 года, который создал на студии «Союзмультфильм» режиссёр Вадим Курчевский. Мультфильм снят по мотивам трагедии Александра Сергеевича Пушкина «Моцарт и Сальери». В фильме использована музыка Вольфганга Амадея Моцарта. Продолжение мультфильма «Тайна запечного сверчка», снят в 1977 году.

## Сюжет
Классическая история о том, как завистливый композитор Сальери отравил гениального Моцарта.

## Создатели
- Авторы сценария — Александр Костинский, Вадим Курчевский
- Кинорежиссёр — Вадим Курчевский
- Художники-постановщики — Аркадий Мелик-Саркисян, Марина Курчевская
- Композитор — Сергей Дрезнин
- Кинооператор — Владимир Сидоров
- Звукооператор — Владимир Кутузов
- Художники-мультипликаторы: Лидия Маятникова, Ирина Собинова-Кассиль, Ольга Панокина, Сергей Косицын, Татьяна Молодова
- Роли озвучивали: Михаил Козаков, Олег Меньшиков
- Куклы и декорации изготовили: Михаил Колтунов, Владимир Аббакумов, Виктор Гришин, Валерий Петров, Владимир Маслов, Александр Максимов, Лилианна Лютинская, Светлана Знаменская, Нина Молева, Наталия Барковская, Анна Ветюкова, Николай Меньчуков, Николай Закляков, Сергей Попов, Александр Беляев, Марина Чеснокова, Павел Гусев
- Монтажёр — Надежда Трещёва
- Редактор — Раиса Фричинская
- Директор съёмочной группы — Григорий Хмара